# Jair da Rosa Pinto
Jair da Rosa Pinto, v dobách své hráčské kariéry známý především jako Jair (21. březen 1921, Quatis – 28. červenec 2005, Rio de Janeiro) byl brazilský fotbalista. Hrával na pozici záložníka.
S brazilskou reprezentací získal stříbrnou medaili na mistrovství světa roku 1950. Na tomto šampionátu byl federací FIFA zařazen i do all-stars týmu. Vyhrál též mistrovství Jižní Ameriky roku 1949, přičemž se s 9 brankami stal nejlepším střelcem tohoto turnaje. Celkem za národní tým odehrál 39 utkání, v nichž vstřelil 22 branek.